# Eduardo, o Confessor
Eduardo, o Confessor (1003 — Palácio de Westminster, 5 de janeiro de 1066) foi o penúltimo Rei anglo-saxão da Inglaterra, entre 1042 e 1066 e um santo da Igreja Católica. Era filho de Etelredo II e de Ema da Normandia. Eduardo foi declarado santo pela Igreja Católica por sua postura de fortalecer o cristianismo; no entanto, foi criticado por enfraquecer o poder real e perder autoridade para condes dinamarqueses, especialmente Goduíno de Wessex. 

## Vida
Juntamente com o pai, o irmão Alfredo e o resto da família, Eduardo fugiu para a Normandia durante a invasão dinamarquesa de 1013. Permaneceu na corte do Duque da Normandia, Roberto I da Normandia até 1041, data em que foi convidado pelo meio irmão Canuto II a regressar a Inglaterra.
No ano seguinte Canuto II morreu, possivelmente envenenado, e Eduardo subiu ao trono restaurando a dinastia saxã que se iniciara com Alfredo, o Grande.
Eduardo foi coroado em 3 de abril de 1043 na Catedral de Winchester.
O exílio na Normandia teve bastante influência no reinado de Eduardo, nomeadamente no favor que concedia aos nobres normandos em desfavor dos saxões e dinamarqueses. A discórdia entre os súditos aumentou e Eduardo acabou por casar com Edite, filha de Goduíno de Wessex, em 1045 para acalmar a situação. O pai de Edite mostrou-se inicialmente favorável, mas depois se revelou um opositor, interessado nas regalias que poderia o reinado inglês oferecer. O casamento não durou e gerou dois filhos. Edite e Eduardo se tornaram profundos amigos.
Quando Eduardo morreu em 1066, o seu primo Guilherme, Duque da Normandia declarou-se seu sucessor baseado numa alegada promessa de Eduardo em lhe deixar a coroa da Inglaterra. Os nobres ingleses elegeram Haroldo II, filho de Goduíno de Wessex, mas Guilherme invadiu Inglaterra com um exército de 7 000 homens e derrotou-o na Batalha de Hastings.
Eduardo encontra-se sepultado na Abadia de Westminster que mandou construir.
Foi canonizado pelo papa Alexandre III, em 1161.